# BURSA (cotidian)
BURSA este un cotidian de știri financiare din România care face parte din Grupul de Presă BURSA, care mai tipărește și revistele periodice „BURSA Construcțiilor” precum și alte reviste și suplimente cu știri din domeniul economic..

## Istorie
Ziarul a apărut pentru prima oară la 10 august 1990, ca tabloid cu anunțuri de mică publicitate. Inițial apărea ca săptămânal, evoluând apoi către o apariție cotidiană.

## Controverse
Compania care deține ziarul, S.C. Meta Ring S.R.L., a dat în judecată un ziarist și blogger, Simona Tache, pentru încălcarea drepturilor de autor, după ce aceasta a publicat articol în care aceasta a ironizat obiceiul de a publica un calendar cu angajatele firmei în ipostaze feminine și chiar erotice, ilustrându-l cu imagini preluate din respectivele calendare. Ziaristul susține că are dreptul de a folosi, fără consimțământul autorului, pasaje din operă pentru a exemplifica opinia pe care o exprimă în mod liber. Compania a cerut eliminarea pozelor folosite ca exemplu și daune de 50 de lei pe zi, însă prima instanță a respins cererea reclamantului. În septembrie 2016 procesul se afla în faza de apel.